# 이시영 (1981년)
이시영(영어: Lee Si Yeong, 1981년~)은 대한민국의 여성 기업인이자 뷰티 전문가이다. 스킨앤래쉬 대구 본점 및 전국 체인 총괄 운영을 비롯해 한국뷰티AI기술협회장 및 라휘게스파 대표를 역임하고 있다.

## 생애
이시영은 대한민국의 뷰티 전문가이자 기업인으로 라휘게스파의 대표이사 겸 창립자다. '휘게스파'라는 독자적인 스파 브랜드를 창시하여, 단순한 미용 서비스를 넘어 고객의 전반적인 웰빙과 힐링을 추구하는 통합적인 케어 시스템을 구축했다. 개인적인 건강 회복의 필요성을 계기로 피부, 미용, 인체에 대한 연구를 시작하였으며, 이를 통해 건강을 되찾은 경험을 바탕으로 라휘게스파를 설립 및 고객의 신체적, 정신적 안정을 위한 다양한 프로그램을 개발하였다.

## 학력
- 건국대학교 산업대학원 향장학 석사

## 경력
- 라휘게스파 대표
- 한국뷰티AI기술협회장

## 수상
- 국회의원 양금희상 (2021)
- 한국미용학회우수논문상 (2024)

## 저서
- 뷰티비즈니스성공키워드 (2024)
- 스파테라피의 응용 (2025)